# Росош (Тячівський район)
Ро́сош — село в Буштинській селищній громаді Тячівського району Закарпатської області України.

## Населення

### Мова
Розподіл населення за рідною мовою за даними перепису 2001 року:
| Мова       | Кількість | Відсоток |
| ---------- | --------- | -------- |
| українська | 343       | 99.71%   |
| російська  | 1         | 0.29%    |
| Усього     | 344       | 100%     |